# Alkymistens Datter
Alkymistens Datter er en dansk stum dramafilm produceret af Nordisk Films Kompagni og instrueret af Viggo Larsen.

## Handling
En ældre kemiker forsøger ihærdigt, men forgæves, at skabe guld. Mens alkymisten er ude af laboratoriet, kommer hans datter til at tabe en guldring ned i digelen. Hun tør ikke fortælle faderen om uheldet, så faderen tror, at det er lykkedes at skabe guld. 
Han går til kongen for at fortælle om sin fantastiske opdagelse. Kongen er forbavset, men går til alkymistens laboratorium for med sine egne øjne at se miraklet udført. Da alkymisten ikke kan gentage sin bedrift, tager kongen ham som en bedrager, og lader ham arrestere. I fortvivlelse går datter til kongen for at få faren løsladt. Kongen lader sig overtale, men på betingelse af, at hun bliver hos kongen. Modvilligt accepterer datteren kongens ønske, hvorefter faren bliver løsladt. Datteren kan dog ikke bære det tunge lod, som hun for faren skyld tog på sine skuldre - hun må flygte for kongens lidenskabelige lyster, og med en dolk tager hun livet af sig selv.